# 阿里山紫花鼠尾草
阿里山紫花鼠尾草（学名：Salvia arisanensis），又名阿里山紫參、阿里山紫緣花鼠尾草，为唇形科鼠尾草屬下的一个种。

## 扩展阅读
- 維基物種上的相關：阿里山紫花鼠尾草